# ألكسندر جيريمسكي
ألكسندر جيريمسكي (ولد في 30 يناير 1850-توفى في 8 مارس 1901) هو رسام بولندي.